# Charles de Poupet
Charles de Poupet, ook wel Karel van Poupet, heer van La Chaux (Poligny, ca. 1460-1470 – Chaux-des-Crotenay, 1530) was een diplomaat en staatsraad onder de Habsburgers Filips de Schone en keizer Karel V.

## Leven
Zijn vader Guillaume de Poupet behoorde tot de Bourgondische kleine adel en had het gebracht tot thesaurier-generaal van Filips de Goede. Zijn moeder was Louise de Clermont. Zelf trouwde Charles de Poupet met Thomasine de Plaines, dochter van kanselier Thomas de Plaines. 
Hij begon zijn loopbaan in Franse dienst en trok in het gevolg van koning Karel VIII naar Napels. Daarna werd hij premier sommelier en in 1500 kamerheer van Filips de Schone, die hij in 1501-1503 vergezelde op zijn reis van de Habsburgse Nederlanden naar Spanje. Aan hem werden de onderhandelingen met koning Lodewijk XII toevertrouwd over de veilige terugkeer door Frankrijk. Op die tocht ontving hij Filips de Schone in zijn kasteel in La Chaux.
Hij werd benoemd tot gouverneur van Aval en van het kasteel van Vilvoorde (1504-1507). In 1506 reisde hij weer naar Spanje om met Ferdinand II van Aragón te onderhandelen over het regentschap van Filips de Schone over de Kroon van Castilië. Na de plotse dood van Filips was Poupet een van de zes testamentuitvoerders en ondernam hij een diplomatieke missie naar Hendrik VII van Engeland. Hij werd ook belast met de fysieke opvoeding van de jonge prins Karel aan het hof van Margaretha van Oostenrijk te Mechelen. In 1510 werd hij lid van de raad van de landvoogdes, maar door zijn Fransgezindheid dwong ze hem na twee jaar die post te verlaten. Hij ging zijn gouverneurschap in Aval uitoefenen, dat door tussenkomst van Margaretha werd uitgebreid met Bracon. 
Bij de meerderjarigheid van Karel trad Poupet weer op het politieke voorplan. Met Adriaan Boeyens ging hij in 1517 naar Spanje om toezicht te houden op het regentschap van kardinaal Jiménez de Cisneros. Hij bouwde een goede relatie op met hem, alsook met kanselier Jean le Sauvage. Als vertrouweling van Karel vergezelde Poupet hem op zijn tocht over de Pyreneeën. Hij was korte tijd opvoeder van diens jongere broer, de infant Ferdinand, en werd dan in mei-juni 1518 naar het Franse hof gestuurd. Koning Frans I van Frankrijk was toen Karels voornaamste concurrent voor de keizerskroon. 
In 1522 keerde Poupet terug naar Spanje om in de Geheime Raad van keizer Karel te gaan zetelen. Namens de keizer feliciteerde hij Adriaan Boeyens met zijn pausverkiezing. Hij zetelde ook in een commissie die zich bezighield met de Nieuwe Wereld, die Hernán Cortés flink aan het uitbreiden was. Poupet hielp mee de ideeën van Bartolomé de las Casas ingang vinden. In 1525-1526 was hij op missie om het huwelijk van keizer Karel met Isabella van Portugal te sluiten. Hij werd beloond met het commandeurschap in de Orde van Alcántara. Nadien reisde hij nog met Karel naar Italië en Frankrijk, in verband met de Damesvrede van Kamerijk, om zich dan terug te trekken op zijn kasteel in de Franche-Comté. Daar stierf hij en werd hij begraven in de Collegiale Sint-Hippolytus van Poligny.